# Euodynerus adiacens
Euodynerus adiacens är en stekelart som beskrevs av Giordani Soika 1973. Euodynerus adiacens ingår i släktet kamgetingar, och familjen Eumenidae. Inga underarter finns listade i Catalogue of Life.